# Scaphiopus holbrookii
Scaphiopus holbrookii är en groddjursart som först beskrevs av Harlan 1835.  Scaphiopus holbrookii ingår i släktet Scaphiopus och familjen Scaphiopodidae. IUCN kategoriserar arten globalt som livskraftig. Inga underarter finns listade i Catalogue of Life.